# Burglehn

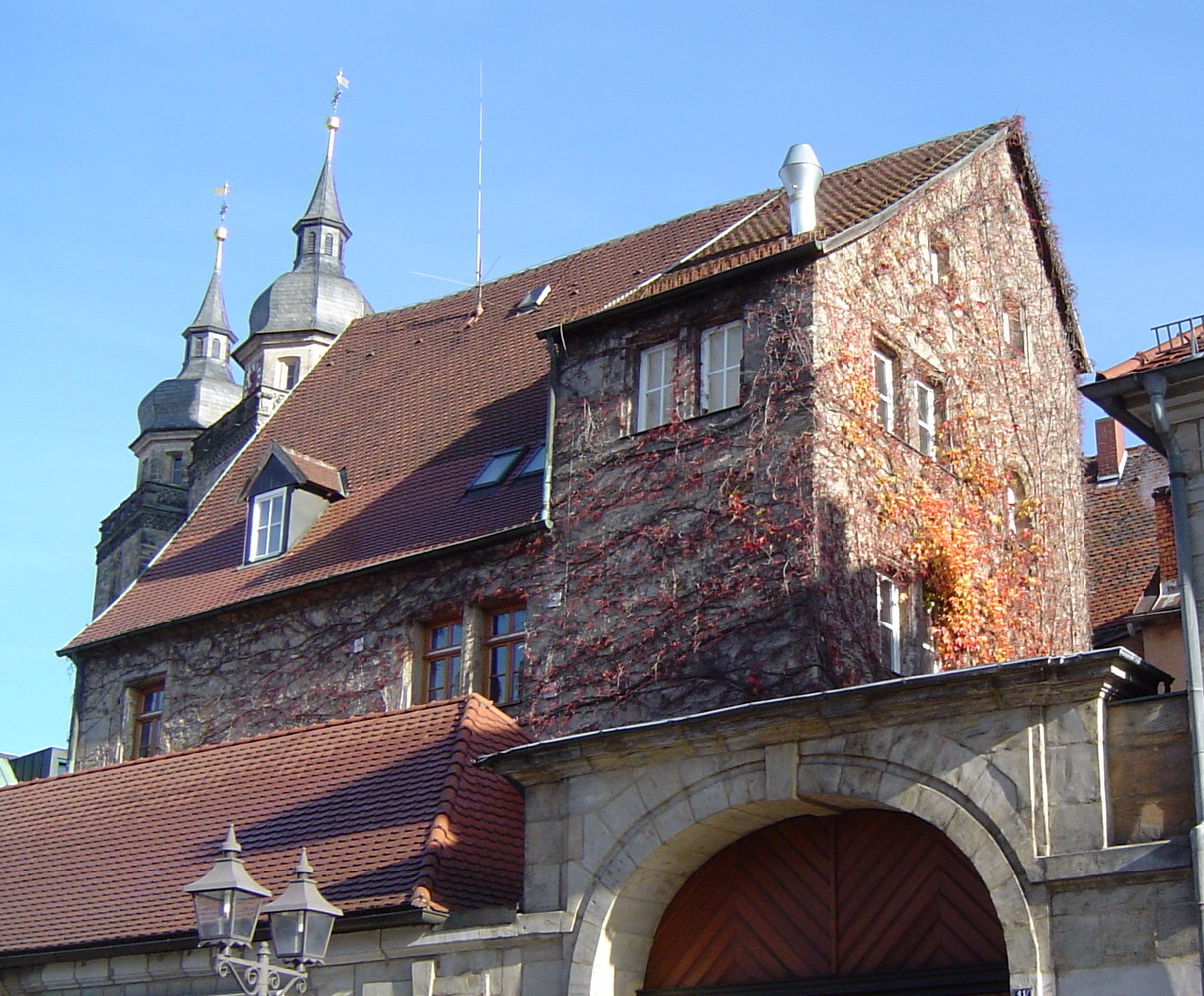
Nanckenreuth war eins der Burggüter der Stadt Bayreuth, Wachstube am Oberen Tor

Der Begriff Burglehn bezeichnete im mittelalterlichen Recht zweierlei:
1. eine besondere Lehnsform und
2. ein Burggut als abgegrenzten Bezirk vor den Burgmauern.

## Sonderform des Lehnswesens

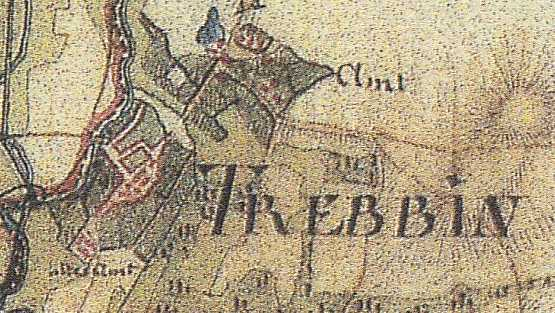
Anno 1377 wohnten auf Burg Trebbin der Burghauptmann Nickel von Reckenberg und 10 Burgmannen. Als Burglehn diente, ausschließlich der Reservierungen des Landesherrn, die Vogtei Trebbin. Die jährlichen Einkünfte aus dem Flecken Trebbin, 4 Dörfern, Äckern und Wiesen betrugen 40 Schock an Böhmischen Groschen. Die Bezeichnung „altes Amt“ auf der Schmettauschen Karte (1767–1787) zeigte die Lage der Burg an.

Das Burglehn als spezielle Art des Lehnswesens lässt sich seit der ersten Hälfte des 12. Jahrhunderts nachweisen. Besonders im 13./14. Jahrhundert diente es als übliche wirtschaftliche Ausstattung der adeligen Burgbesatzung. Sie setzte sich aus dem Burgkommandanten, weiteren (ritterbürtigen) Burgmannen und niederem Hilfspersonal (z. B. Burgpförtner, Türmer) zusammen. Der Unterschied zum normalen Ritterlehn bestand in der zu erbringenden Dienstleistung der Vasallen. Zumeist forderte der Lehnsherr die Burghut – die Bewachung und Verteidigung der Burg ein. Das verband sich in der Regel mit der Residenzpflicht. Die Burgbesatzung wählte die anvertraute Burg als Wohnsitz und hielt sich zumindest zeitweise darin auf.
Die Burg und ihre Bestandteile waren nicht der Gegenstand des Burglehns. Der Burgherr stellte einen festen Geldbetrag zur Verfügung. Damit wurden Güter erworben, die dem Lehnsherrn als Lehen aufgetragen wurden. Die Erträge daraus finanzierten die Burgbesatzung. Dabei kamen zwei Modalitäten der Auszahlung vor. Ein finanziell gut ausgestatteter Burgherr stellte das Kapital als Einmalzahlung zur Verfügung. Weitaus häufiger wurden Einkünfte des Burgherrn solange verpfändet, bis die Gesamtsumme aufgebracht war. Dabei entsprach der jährliche Kapitalzufluss üblicherweise 10 % des versprochenen Gesamtbetrags. Der Zwischenschritt über Geld entfiel, wenn der Burgherr ihm bereits gehörende Güter an die Burgmannschaft belehnte.
Wegen der engen Bindung an die Burg vereinten sich die Burgmannschaften oft zu Rechts- und Gerichtsgenossenschaften. Diese führten mitunter ein eigenes Siegel, beispielsweise in Friedberg (Wetterau). Bei einem Prozess um ein Burglehn trat das Lehnsgericht oft in der jeweiligen Burg zusammen. Während der Verhandlung musste das Burgtor geöffnet sein.

## Burggut

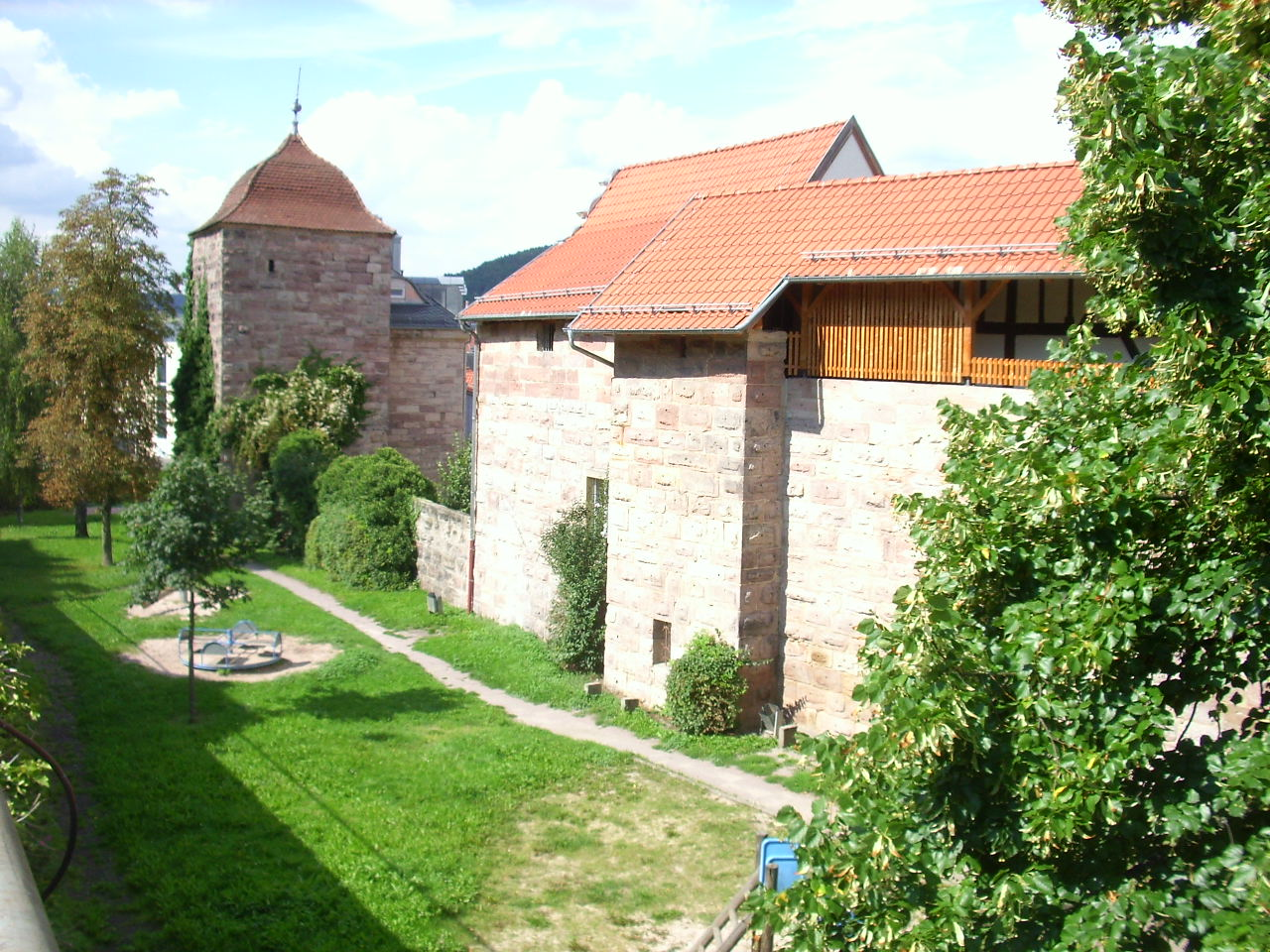
An der Südseite des Burgguts Waaggasse 5 in Kulmbach verläuft als Teil der Stadtmauer ein Wehrgang

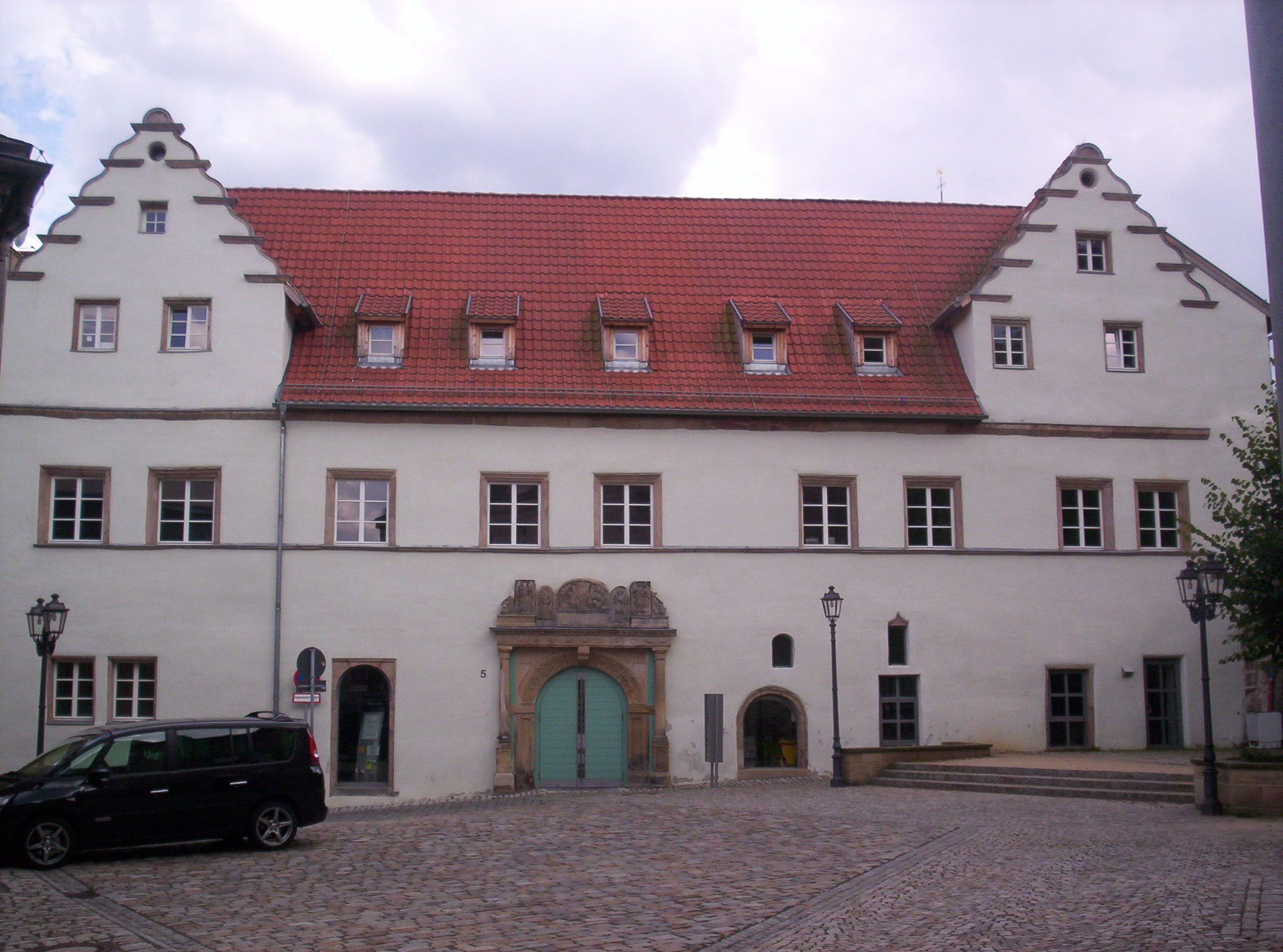
Die Westseite ist mit einer repräsentativen Fassade gestaltet.

Ein Burggut (Burghut) war eine Behausung adeliger Burgmannen, die ihnen vom Landesfürsten als Lehen zur Verfügung gestellt wurden. Dafür mussten diese Burgmannen im Kriegsfalle die Stadt mit verteidigen. Aus diesem Grunde wurden die Burggüter oftmals direkt an die Stadtmauer gebaut, um als kleine Vorbastei für die eigentliche Burg zu dienen. Das Gebiet des Burglehns und seine Bewohner standen unter besonderem Recht. Ihr Gerichtsherr war stets der Inhaber der Burg. Das hieß, sie unterlagen weder einer Grundherrschaft noch dem Stadtrecht. Dies galt selbst dann, wenn sich das Burglehn innerhalb der Stadtmauern befand. Nicht selten waren die Burglehnhäuser zugleich Freihäuser. Oft war es zwischen der benachbarten Stadt und den Leuten des Burglehns umstritten, ob diese in ihren Häusern Handwerke ausüben lassen durften, die ansonsten den Zunftregeln unterworfen waren.
Seit dem 17., spätestens aber im 19. Jahrhundert wurden die Burglehnbezirke aufgelöst und der Kommunalverwaltung unterstellt. Manche hatten gleichwohl viel länger existiert als die zugehörigen Burgen, die oft schon vorher ihre militärische Funktion verloren hatten. Heute erinnert in manchen Städten noch ein Straßenname an die Lage des ehemaligen Burgguts.